# Estação St. Clair
St. Clair é uma estação do metrô de Toronto, localizada na secção Yonge da linha Yonge-University-Spadina. Localiza-se no cruzamento da Yonge Street com a St. Clair Avenue. St. Clair possui um terminal de bonde e ônibus integrado, que atende a quatro linhas de superfície do Toronto Transit Commission, entre elas, a 512 St. Clair, a linha de bonde mais setentrional da cidade. O nome da estação provém da St. Clair Avenue, a principal rua leste-oeste servida pela estação.